# Vlkoš u Kyjova

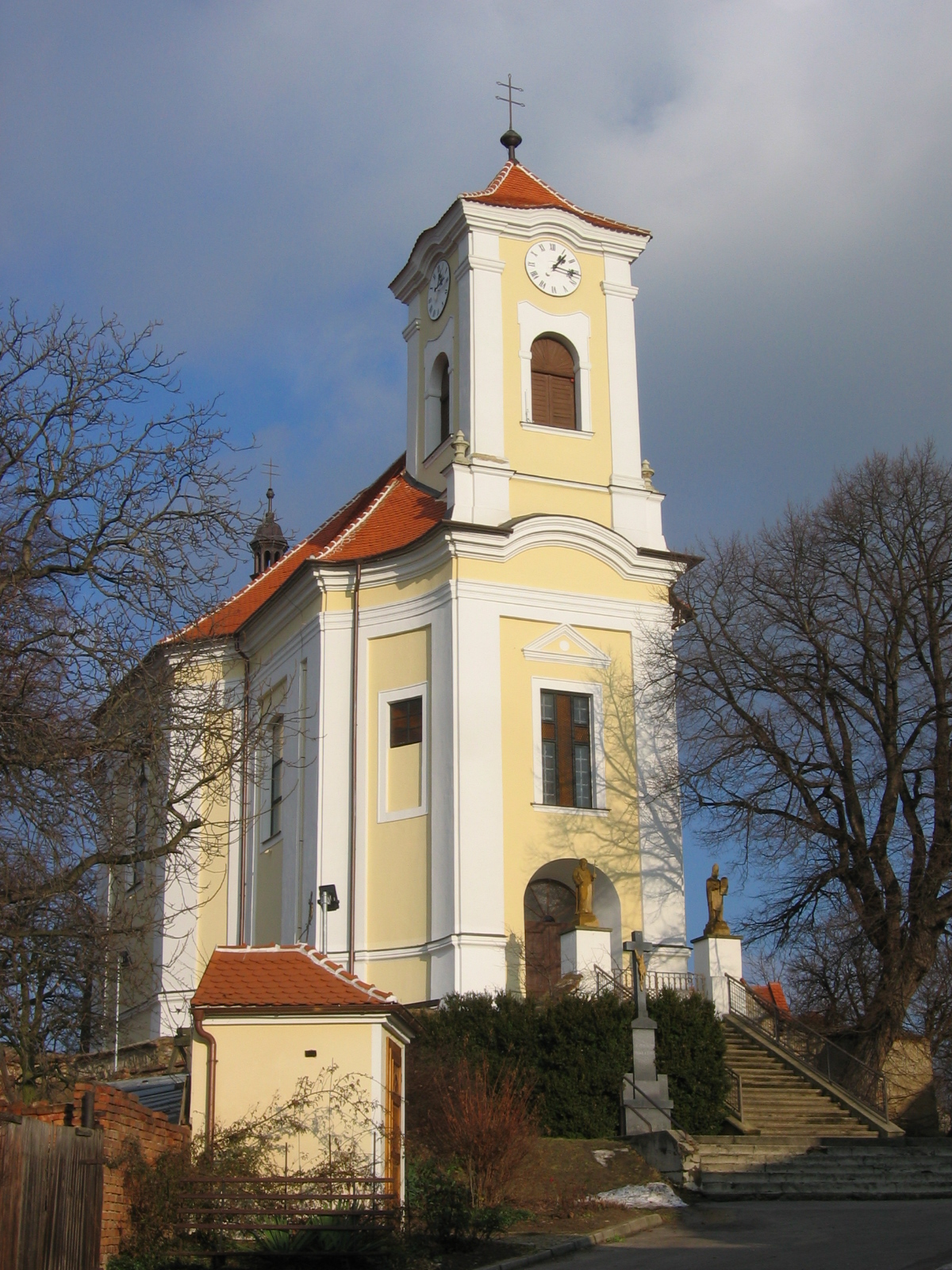
Kirche Mariä Himmelfahrt

Vlkoš (deutsch Wilkosch, früher auch Wlkosch, Wilkosse) ist eine Gemeinde in Tschechien. Sie liegt vier Kilometer südöstlich von Kyjov und gehört zum Okres Hodonín.

## Geographie
Vlkoš befindet sich linksseitig des Flüsschens Hruškovice am südlichen Fuße des Hügellandes Kyjovská pahorkatina im Dolnomoravský úval (Südliches Marchbecken). Nördlich erheben sich der Chrást und Kuče (278 m), im Westen der Liščí kopec (210 m) sowie nordwestlich der U Svatého Rocha (Rochusberg, 256 m) und die Baba. Durch den Ort führen die Bahnstrecke Kyjov – Veselí nad Moravou und die Staatsstraße I/54 von Kyjov nach Vracov.
Nachbarorte sind Kostelec und Kelčany im Norden, Žádovice und Těmice im Nordosten, Vracov im Südosten, Vacenovice und Milotice im Süden, Skoronice und Svatobořice im Südwesten sowie Kyjov und Nětčice im Nordwesten.

## Geschichte
Die erste schriftliche Erwähnung von Vlkus erfolgte am 12. Oktober 1248 in einer in Čejkovice abgefassten Urkunde über die Schenkung von vier Huben Land in Rakvice an den Templerorden in Šakvice, auf der Martin von Vlkus als Zeuge zeichnete. Sitz der Vladiken von Vlkus war die Feste auf der Baba.
Ein Anteil von 300 ha einschließlich eines Vorwerkshofes und der Mühle gehörte, wahrscheinlich schon seit den Zeiten Königin Konstanzes, zur Herrschaft Bzenec-Vracov. Seit 1349 ist in Vlkus eine Pfarre nachweisbar. Zum Ende des 14. Jahrhunderts erwarb Hynek von Ronow die Güter Vlkus und Milotice. Nach seinem Tode wurde Vlkus 1406 an die Herrschaft Kostelec angeschlossen. Ein Teil der Güter gehörte ab 1421 den Brüdern Zbynko († 1447) und Niklas/Mikuláš von Morawan auf Milotice und ab 1433 Zbynkos Söhnen Zbynko und Jan, die dem Adelsgeschlecht Landstein entstammten. 1466 erwarben die Landsteiner die gesamte Herrschaft Kostelec-Vlkoš. 1503 kaufte der Besitzer der Güter Kelčany und Žeravice, Václav Štolbašský, die Herrschaft auf. Nachfolgender Besitzer wurde 1569 Joachim Zoubek von Zdětín. Die Pfarre erlosch um 1630. Am 22. Oktober 1633 verkauften die Zoubek von Zdětín ihre Herrschaft Kostelec-Vlkoš an Jan Bohuš von Zástřizl auf Svatobořice. Dieser übernahm 1655 auch den Bisenz-Wratzower Anteil als Pfandbesitz. Nach dem Ende des Dreißigjährigen Krieges lagen von den 57 Wirtschaften in Vlkoš 20 wüst. Zu dieser Zeit hatte das Dorf 164 Einwohner. Im Jahre 1660 verkaufte Jan Bohuš von Zástřizl Vlkoš an seinen Gutsverwalter Karl Norbert Žďárský. 1702 brannten die Kuruzen das Dorf und den Hof nieder. Ab 1719 gehörte das Gut Jan Kavánek. Ihm folgte Josef Herdiborský, der das Gut Vlkoš einschließlich des Schankrechts und des Gasthofs 1750 für 10.000 Gulden an die Herrschaft Milotice verkaufte. Im Jahre 1831 starben 300 Einwohner an der Brechruhr. 1834 bestand das Dorf aus 117 Häusern und hatte 625 Einwohner. Bis zur Mitte des 19. Jahrhunderts blieb Vlkoš immer nach Milotice untertänig.
Nach der Aufhebung der Patrimonialherrschaften bildete Vlkoš/Wlkosch ab 1850 eine Gemeinde in der Bezirkshauptmannschaft Gaya. Zwischen 1883 und 1884 wurde die Bahnstrecke Vlkoš-Kelčany als Anschlussbahn für die dortige Zuckerfabrik errichtet. Nach der Aufhebung des Okres Kyjov wurde Vlkoš 1960 dem Okres Hodonín zugeordnet. Zwischen 1980 und 1990 war Skoronice eingemeindet. Seit 1996 führt die Gemeinde Vlkoš ein Wappen und Banner. Nördlich des Dorfes befinden sich ausgedehnte Weinberge, die bis Kyjov reichen.

## Gemeindegliederung
Für die Gemeinde Vlkoš sind keine Ortsteile ausgewiesen.

## Sehenswürdigkeiten
- Kirche Mariä Himmelfahrt, errichtet 1770–1780 anstelle eines einsturzgefährdeten Vorgängerbaus. Der Olmützer Dompropst Ludwig Graf Serényi, der den größten Teil der Baukosten übernommen hatte, wurde 1780 in der Gruft unter der Kirche bestattet. Während heftiger Kämpfe wurde die Kirche in den letzten Tagen des Zweiten Weltkrieges schwer beschädigt.
- Standsteinstatuen der Apostel Kyrill und Method, vor der Kirche
- Statue des hl. Gerhard
- Kapelle des hl. Florian, neben der Kirche
- barocke Kapelle des hl. Johannes von Nepomuk, errichtet der zweiten Hälfte des 18. Jahrhunderts am Abzweig nach Kelčany
- Weinkellerzeile Búdy am Fuße des Chrást, anderthalb Kilometer nördlich des Dorfes
- Militärmuseum General Sergěj Jan Ingr
- Eisenbahndenkmal, östlich des Dorfes an der Straße nach Vracov. Der Sandsteinquader mit deutscher Inschrift erinnert an den ersten Spatenstich und die Einweihung der Bahnstrecke Vlkoš-Kelčany
- wüste Feste Vlkoš auf dem Hügel Baba, der drei Meter hohe ringförmige Schutthügel mit einem Durchmesser von 17 m ist von einem Graben und Wall umgeben
- restaurierte Weinpresse, im Ortszentrum
- Stützmauer mit Kellern, im Ortszentrum

## Söhne und Töchter der Gemeinde
- Sergěj Ingr (1894–1956), tschechoslowakischer Armeegeneral, Minister für Nationale Verteidigung der Londoner Exilregierung und Botschafter